# Васюринська
Васюринська — станиця в Дінському районі Краснодарського краю (Росія). Центр Васюринського сільського поселення.
Населення — 13,2 тис. мешканців.
Васюринська розташована на високому правому березі Кубані (нині Краснодарське водосховище). Залізнична станція на залізниці Краснодар — Кропоткін, приміські поїзда. До Дінскої — 16 км, до Краснодара — 30 км.

## Історія
Васюринське курінне селище — одне з 40 перших, заснованих чорноморськими козаками в 1794 році. Назва куреня виникла ще на Січі повя'зана з козаком Іваном Васюриним. Це найсхідніше по річці Кубань поселення україномовних чорноморців — вище за течією розташовувались станиці лінійців, переважно вихідців з Дону. Станиця Васюринська входила у Катеринодарський відділ Кубанської області.